# アンドレアス・キュッテル
アンドレアス・キュッテル（Andreas Kuttel、1979年4月25日 - ）は、スイス、シュヴィーツ州アインジーデルン生まれの元スキージャンプ選手。
1995-96シーズンにW杯デビューし、ジュニア世界選手権では銅メダルを獲得、その後伸び悩んでいたが2004年リベレツでW杯初表彰台(3位)。
シモン・アマンとともに2000年代のスイスジャンプ界を支える選手であった。
とても陽気な性格で、いつもカメラの前でおどけて見せる。
2010-2011シーズンを最後に現役を引退した。

## 主な成績
- オリンピック
  - 2002 ソルトレークシティオリンピックラージヒル個人6位
  - 2006 トリノオリンピックノーマルヒル個人5位、ラージヒル個人6位
- ノルディックスキー世界選手権
  - 2007 札幌（日本）ノーマルヒル個人5位
  - 2009 リベレツ（チェコ）ラージヒル個人優勝
- スキーフライング世界選手権
  - 2006 クルム（オーストリア） 個人 6位
- スキージャンプ・ワールドカップ
  - 総合3位が最高（ 2005/06）
  - 通算5勝（2位4回3位6回）
- ジャンプ週間
  - 総合4位が最高（ 2005/06）
- ノルディックスキージュニア世界選手権
  - 1996年 アジアーゴ（イタリア）個人銅メダル